# Serrapinnus
Genre
Serrapinnus est un genre de poissons téléostéens de la famille des Characidae et de l'ordre des Characiformes.

## Liste d'espèces
Selon FishBase (14 juin 2015):
- Serrapinnus calliurus (Boulenger, 1900)
- Serrapinnus gracilis (Géry, 1960)
- Serrapinnus heterodon (Eigenmann, 1915)
- Serrapinnus kriegi (Schindler, 1937)
- Serrapinnus microdon (Eigenmann, 1915)
- Serrapinnus micropterus (Eigenmann, 1907)
- Serrapinnus notomelas (Eigenmann, 1915)
- Serrapinnus piaba (Lütken, 1875)
- Serrapinnus sterbai Zarske, 2012

### Note
- Serrapinnus aster Malabarba & Jerep, 2014[2]
- Serrapinnus lucindai Malabarba & Jerep, 2014[2]
- Serrapinnus potiguar Jerep & Malabarba, 2014[3]
- Serrapinnus sterbai Zarske, 2012[4]
- Serrapinnus tocantinensis Malabarba & Jerep, 2014[2]